# Capinha
Capinha is een plaats (freguesia) in de Portugese gemeente Fundão en telt 620 inwoners (2001).